# Іслас-де-ла-Бая
Іслас-де-ла-Бая (ісп. Islas de la Bahía, англ. Bay Islands) — один з 18 департаментів Гондурасу, що складається з однойменної острівної групи й низки інших островів у Карибському морі. Адміністративним центром є місто Коксен-Хоул на однойменному острові Роатан.

## Географія

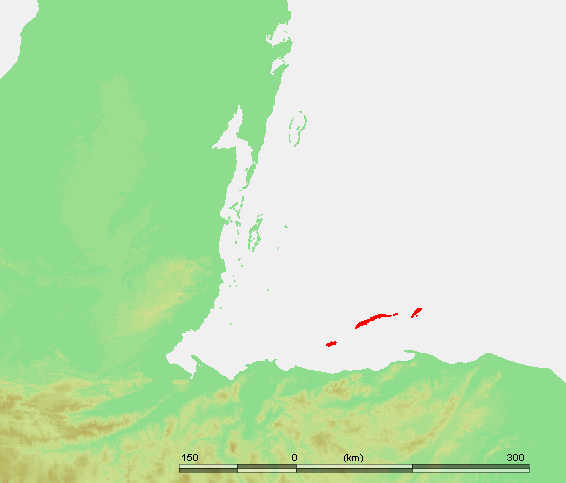

Департамент включає три групи островів:
1. Іслас-де-ла-Бая — з головними островами У́тіла, Роатан, Гуанаха й численними дрібними острівцями
2. Острови Кочинос — на південь, між першими та континентом
3. Острови Сісне — за 120 км на північний схід

## Історія
Острови Іслас-де-ла-Бая були вперше відкриті Христофором Колумбом під час його четвертої подорожі до Америки 1502 року. Після понад сторічного періоду, коли влада над островами переходила від Великої Британії до Іспанії, потім до Голландії, 1643 року вони надовго перейшли під британський контроль. Вони були окремим коронним володінням, залежним від Ямайки. Лише 1860 року Британська імперія визнала за Гондурасом права на ці острови й передала їх йому. Офіційно острови було включено до складу Гондурасу 14 березня 1872 року.

## Населення
Площа департаменту становить 261 км². Населення станом на 2006 рік становило 35 000 осіб. Корінне населення островів спілкується мовою уека, що є діалектом західнокарибської креольської мови, спорідненої з ямайською креольською мовою.

## Муніципалітети
Департамент Іслас-де-ла-Бая поділений на чотири муніципалітети:
| № | Муніципалітет         | Іспанська назва       | Склад                                             | Адм. центр            | Площа, км² | Населення, чол. (перепис 2001) |
| - | --------------------- | --------------------- | ------------------------------------------------- | --------------------- | ---------- | ------------------------------ |
| 1 | Гуанаха               | Guanaja               | острів Гуанаха                                    | Гуанаха               | 55,4       | 4535                           |
| 2 | Хосе-Сантос-Гвардіола | José Santos Guardiola | схід острова Роатан Санта-Єлена, Морат, Барбарета | Оак Рідге (Oak Ridge) | 64,6       | 7613                           |
| 3 | Роатан                | Roatán                | захід острова Роатан о-ви Кочінос                 | Роатан                | 91,3       | 17 425                         |
| 4 | Утіла                 | Útila                 | острови Утіла                                     | Утіла                 | 49,3       | 1979                           |

## Туризм
Острови вкрито чудовими пляжами й оточено кораловими рифами, що робить їх ідеальним місцем для відпочинку та для прихильників підводного полювання.